# José Eduardo de Macedo Soares
José Eduardo de Macedo Soares GOC (São Gonçalo, 4 de setembro de 1882 — Rio de Janeiro 11 de maio de 1967) foi um jornalista, político e dirigente esportivo brasileiro.

## Biografia
Presidente da Confederação Brasileira de Futebol entre 1921 a 1922.
Foi Senador pelo estado do Rio de Janeiro de 1935 até o início do Estado Novo, em 1937. A 21 de Dezembro de 1936 foi feito Grande-Oficial da Ordem Militar de Cristo de Portugal.